# Jacint Maria Mustieles
Jacint Maria Mustieles i Perales de Verdonces (Valencia, 1887 - Barcelona, 1948) fue un poeta español que escribió su obra en valenciano.
Empezó estudios de arquitectura, que abandonaría posteriormente por los de Derecho. Encuadrado en la estética modernista junto a un reducido grupo de poetas valencianos, entre ellos Daniel Martínez Ferrando y Miquel Duran, se opuso al inmovilismo de Lo Rat Penat, del que fue secretario en 1913. Fue fundador y secretario general de Joventut Valencianista, y colaboró en los diarios La Veu de Catalunya, D'Ací i d'Allà, Llegiu-me y Las Provincias. Publicó sus primeros versos en al semanario Renaiximent. Desde 1913 residió en Barcelona, donde publicó la mayor parte de su obra.
En ese año de 1913 fue testigo de la constitución en Barcelona de una rama de la Joventut Valencianista, que llegó a tener un periódico propio. Le dedicó un elogioso artículo en Las Provincias publicado el 6 de junio de 1913 con el título «En el ambiente valencianista»:

Yo me he sentido revivir con ellos en los días de esperanza y de ilusión en que unos cuantos comenzamos la lucha unida en asociación de igual nombre que éstos, con el mismo lema y con los mismos anhelos, aquella Joventut Valencianista que no pudo llegar al periódico y que la indiferencia de la masa y el despego o el temor infundado de los otros deshizo pronto... Y me he sentido joven entre éstos, nuevamente joven, como currado de la vejez, de la lucha desigual y más valencianista que nunca.

Por las mismas fechas en que publicó el artículo «En el ambiente valencianista» presentó en Lo Rat Penat su libro de poemas Breviari romàntic, ocasión que aprovechó para hablar de la «decadencia cultural valenciana» de la que hacía responsable a la propia entidad, lo que provocó la intervención del presidente de Lo Rat Penat, el barón de Alcahalí, que según la reseña de Las Provincias «dirigió al auditorio breves y oportunas frases haciendo notar que las censuras dirigidas por el Sr. Mustieles a los poetas y prosistas las consideraba injustas y, por lo tanto, no podían ser patrocinadas ni dejadas pasar sin protesta, aunque amistosa y cordial, que más parecía una reconvención de padre cariñoso...». En esa misma reseña el diario también criticaba las palabras de Mustieles: «Nosotros creemos que pecó de injusto... al trazar el cuadro que ofrece el estado de la literatura valenciana en los presentes momentos. [...] El señor Mustieles hizo párrafos muy elocuentes en los que se transparentaba su amor intenso por el ideal regionalista, pero tuvo otros en los que se dejó observar que atacaba con dura saña a escritores valencianos que él denomina "floralistas" y cuyas producciones no merecen la rudeza de los términos por él empleados».

## Obras
Poesia
- Breviari romàntic (1913), con prólogo de Josep Carner.
- Flama (1916)

Narrativa
- Somni de ciutat (1915)
- Poema de Rosa Maria (1918)

Traducciones
- Pacifico Arcangeli, Literatura japonesa. Editorial Catalana. Barcelona, 1921.
- Jerome K. Jerome, Tres homes dins d'una barca (sense comptar-hi el gos). Editorial Selecta. Barcelona, 1921.